# APKPure
APKPure는 안드로이드 앱 스토어이다.

## 특징
XAPK라는 자체 안드로이드 응용 프로그램 패키지 파일 포맷을 사용한다.